# Johann Brunauer
Johann Brunauer (* 6. September 1895 in Lohnsburg am Kobernaußerwald; † 16. September 1958 in Salzburg) war ein österreichischer Politiker (SPÖ) und Gewerkschaftssekretär und Schuhmachermeister. Er war von 1945 bis 1958 Abgeordneter zum Salzburger Landtag und lebte in Salzburg.

## Ausbildung und Beruf
Brunauer wurde in Oberösterreich geboren und absolvierte nach dem Besuch der Volksschule sowie der Bürgerschule zwischen 1909 und 1912 eine Lehre als Orthopädieschuhmacher. Nach dem Abschluss seiner Lehre ging er bis 1915 auf Wanderschaft, wobei ihn seine Wanderjahre in der Schweiz, nach Frankreich sowie Deutschland führten. Nach seiner Rückkehr leistete er von 1915 bis 1918 Militärdienst im Ersten Weltkrieg. Nach seiner Rückkehr aus dem Krieg wurde er Werkmeister in der staatlichen Prothesenwerkstätte, 1926 legte er die Meisterprüfung in seinem erlernten Beruf ab. Im Jahr 1927 machte er sich schließlich als Orthopädie-Schuhmachermeister in Salzburg selbständig.

## Politik und Funktionen
Brunauer war im Jahr 1919 der Sozialdemokratischen Partei und der Gewerkschaft der Textil- und Lederarbeiter beigetreten, wobei er es in der Berufsvertretung von 1937 bis 1938 zum Zunftmeister der Schuhmacher in Salzburg brachte. Nach dem Ende des Zweiten Weltkriegs war er von 1945 bis 1955 als Landesinnungsmeister der Schuhmacher Salzburgs engagiert, des Weiteren fungierte er in den Jahren 1946 bis 1954 als Vizepräsident der Salzburger Handelskammer. Zudem wirkte er als Vorstandsmitglied der Bundeshandelskammer und war stellvertretender Obmann der Meisterkrankenkasse. Innerparteilich war Brunauer von 1947 bis 1958 Mitglied des Landesparteivorstandes der SPÖ Salzburg, des Weiteren hatte er im 
Freien Wirtschaftsverband von 1952 bis 1958 die Funktion des Obmanns der Landesgruppe Salzburg inne. Zudem war er ab 1947 Vorsitzender des Berufsschulrates. 
Brunauer vertrat die Sozialdemokratische Partei vom 12. Dezember 1945 bis zum 16. September 1958 im Salzburger Landtag. 

## Auszeichnungen
Nach seinem Tod wurde 1968 eine Straße im Salzburger Stadtteil Lehen in Johann-Brunauer-Straße benannt. Des Weiteren war er Ehrenobmann des Freien Wirtschaftsverbandes. Ihm wurde 1956 das Große Ehrenzeichen für Verdienste um die Republik Österreich verliehen.